# 大井古铜矿遗址
大井古铜矿遗址位于中国内蒙古自治区赤峰市林西县大井镇大井村，是商周时期的采矿、冶炼、铸造遗址。1996年5月，公布为第三批内蒙古自治区文物保护单位。2001年被列为第五批全国重点文物保护单位。
大井遗址东西向及南北向均长约1.25千米，总面积约2.5平方千米。1962年在此发现铜矿，1973年发现古采矿坑，1976年局部试掘，清理出采矿坑47条、工棚遗址4处，并出土坩埚、焦渣等文物。